# كيرك ألين
كيرك ألين (بالإنجليزية: Kirk Alyn) مواليد 8 أكتوبر 1910 في نيوجيرسي، الولايات المتحدة - الوفاة 14 مارس 1999 في تكساس، الولايات المتحدة، هو ممثل أمريكي بدأ مسيرته الفنية سنة 1942. امتدت مسيرته الفنية لأكثر من 46 عاما. معروف بكونه أول من قام بأدية دور شخصية البطل الخارق سوبرمان في فيلم.

## روابط خارجية
- كيرك ألين على موقع IMDb (الإنجليزية)
- كيرك ألين على موقع أول موفي (الإنجليزية)
- كيرك ألين على موقع قاعدة بيانات برودواي على الإنترنت (الإنجليزية)
- كيرك ألين على موقع قاعدة بيانات الأفلام السويدية (السويدية)
- كيرك ألين على موقع إن إن دي بي (الإنجليزية)
- كيرك ألين على موقع قاعدة بيانات الفيلم (الإنجليزية)